# Wicked Cyclone
 (février 2016).
Si vous disposez d'ouvrages ou d'articles de référence ou si vous connaissez des sites web de qualité traitant du thème abordé ici, merci de compléter l'article en donnant les références utiles à sa vérifiabilité et en les liant à la section « Notes et références ».
Wicked Cyclone est un parcours montagnes russes en métal situé dans le parc d'attractions Six Flags New England. L'attraction a initialement ouvert sous le nom de Cyclone le 24 juin 1983, il s'agissait alors de montagnes russes en bois. Son nom et le design ont été inspirés par le Cyclone (1927), des montagnes russes historiques situées à Coney Island, New York. En 2014, après 31 saisons, le Cyclone a été temporairement fermé pour être reconstruit avec de l'acier. Il a rouvert sous le nom Wicked Cyclone le 24 mai 2015.